# Quần đảo Kerama
Quần đảo Kerama (慶良間諸島 (Khánh Lương Gian chư đảo) Kerama Shotō) là một nhóm gồm 22 đảo nằm cách đảo Okinawa 32 kilômét (20 mi) về phía tây nam. Bốn trong số các hòn đảo có cư dân sinh sống:
Tokashiki (渡嘉敷島 (Độ Gia Phu đảo) Tokashikijima),
Zamami (座間味島 (Tọa Gian Vị đảo) Zamamijima).
Aka (阿嘉島 (A Gia đảo) Akajima), và
Keruma (慶留間島 (Khánh Lưu Gian đảo) Kerumajima). Các hòn đảo về mặt hành chính thuộc về huyện Shimajiri.  Bãi san hô tại Quần đảo Kerama là một khu Ramsar của thế giới. Trong Thế chiến II và lúc khai cuộc Trận Okinawa, Các binh sĩ của Sư đoàn bộ binh 77 (Hoa Kỳ) đã đổ bộ lên quần đảo Kerama vào ngày 26 tháng 3 năm 1945.

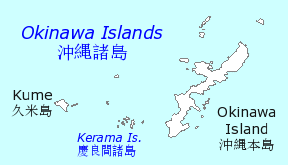
Quần đảo Okinawa

Quần đảo Kerama có Sân bay Kerama nằm trên Đảo Fukaji (外地島 (Ngoại Địa đảo) Fukaji-jima).